# Comoedia de Christi Resurrectione
Comoedia de Christi Resurrectione è un'opera sacra pasquale del compositore bavarese Carl Orff scritta nel 1956.